# Slave Trade Act
Slave Trade Act (Ley del comercio de esclavos) es el nombre corto que reciben las leyes que regulaban en Estados Unidos y en el Reino Unido las cuestiones relacionadas con el comercio de esclavos.

## Lista

### Reino Unido
- Slave Trade Act 1788
- Slave Trade Act 1807 (Acta del Comercio de Esclavos)
- Slave Trade Felony Act 1811
- Slave Trade Act 1824
- Slave Trade Act 1843
- Aberdeen Act (1845)
- Slave Trade Act 1873

### Estados Unidos
- Slave Trade Act of 1794
- Slave Trade Act of 1800
- Act Prohibiting Importation of Slaves (1807)
- Slave Trade Act of 1818
- Act for protecting the comerce of united States and band the Crime of Piracy (1819) (Ley para proteger el comercio de los Estados Unidos y para penalizar el crimen de piratería.
- Act in Relation to Service (Utah) - 1852
- Act for the reliev of Indian Slaves and Prisoners (Utah, 1852)Slave Trade Act of 1794